# Феліче Романо
Феліче (Фелікс) Романо (італ. Felice (Félix) Romano, 6 липня 1894, Буенос-Айрес — 20 серпня 1971, Реджо-нель-Емілія) — аргентинський, французький і італійський футболіст, що грав на позиції півзахисника, у тому числі за збірні Франції та Італії.
По завершенні ігрової кар'єри — тренер.

## Кар'єра гравця
Починав грати на батьківщині за команду «Вілья Кляйн» з Буенос-Айреса.
Згодом перебрався до Парижа, де продовжив футбольні виступи у місцевій «Парі Стар». Згодом до 1917 року грав за інші місцеві команди — «Етуаль-де-Де-Ляк», «Лаваль» та «Олімпік Пантен». 1913 року провів одну гру за національну збірну Франції.
Згодом протягом 1917–1918 років грав у Швейцарії за «Лозанну», після чого перебрався до Італії.
Італійський етап кар'єри гравця розпочався у «Торіно», кольори якого Романо захищав протягом 1918–1921 років. 1921 року продовжив виступи у складі команди «Реджяна». Одночасно гравець, що мав італійське коріння і отримав громадянство Італії, восени того ж року дебютував в іграх за національну збірну цієї країни. Захищав кольори «Реджяни» протягом п'яти сезонів, за цей же період відіграв загалом у п'яти іграх за збірну.
Згодом провів сезон 1926/27 у «Дженоа», після чого повернувся до Франції, де протягом року грав за паризький «Расінг».
Завершував ігрову кар'єру у «Реджяні», до якої повернувся 1928 року і за яку грав до 1930.

## Кар'єра тренера
Перший досвід тренерської роботи отримав ще граючи за «Реджяну», коли протягом 1922–1923 років був її граючим тренером.
Згодом після Другої світової війни знову тренував ту ж команду , а також працював з «Ареццо».
Помер 20 серпня 1971 року на 78-му році життя у місті Реджо-нель-Емілія.

## Статистика виступів

### Статистика виступів за збірну
| Дата       | Місто | Господарі | Результат | Гості      | Турнір           | Голи | Примітки |
| ---------- | ----- | --------- | --------- | ---------- | ---------------- | ---- | -------- |
| 20/04/1913 | Париж | Франція   | 8 – 0     | Люксембург | товариський матч | 1    |          |
| Усього     |       | Матчів    | 1         |            | Голів            | 1    |          |

| Дата       | Місто    | Господарі | Результат | Гості          | Турнір           | Голи | Примітки |
| ---------- | -------- | --------- | --------- | -------------- | ---------------- | ---- | -------- |
| 06/11/1921 | Женева   | Швейцарія | 1 – 1     | Італія         | товариський матч | -    |          |
| 26/02/1922 | Турин    | Італія    | 1 – 1     | Чехословаччина | товариський матч | -    |          |
| 21/05/1922 | Мілан    | Італія    | 4 – 2     | Бельгія        | товариський матч | -    |          |
| 03/12/1922 | Болонья  | Італія    | 2 – 2     | Швейцарія      | товариський матч | -    |          |
| 06/04/1924 | Будапешт | Угорщина  | 7 – 1     | Італія         | товариський матч | -    |          |
| Усього     |          | Матчів    | 5         |                | Голів            | 0    |          |